# René Soetens
Pour les articles homonymes, voir Soetens.
René John Soetens (né le 7 septembre 1948) est un homme politique canadien de l'Ontario. Il est député fédéral progressiste-conservateur de la circonscription ontarienne d'Ontario de 1988 à 1993.

## Biographie
Né à Eindhoven aux Pays-Bas, Soentens est conseiller municipal de la ville d'Ajax de 1980 à 1988.
Élu député de la circonscription d'Ontario à la Chambre des communes du Canada en 1988, il est défait en 1993. Il tente sans succès un retour en 2004 dans la circonscription d'Ajax—Pickering.
Il est président et propriétaire de Con-Test, une compagnie de certification nationale dans les tests de contrôle environnementaux pour les établissements de recherches, les hôpitaux et les fabricants pharmaceutiques.